# قائمة أنواع الهجليج
يوجد عدة أنواع من جنس الهجليج:	 
- هجليج مصري (الاسم العلمي: Balanites aegyptiaca)
- هجليج أنغولي (الاسم العلمي: Balanites angolensis)
- هجليج أجرد (الاسم العلمي: Balanites glabra)
- هجليج موغامي (الاسم العلمي: Balanites maughamii)
- هجليج معنق (الاسم العلمي: Balanites pedicellaris)
- هجليج مستدير الأوراق (الاسم العلمي: Balanites rotundifolia)
- هجليج روكسبوري (الاسم العلمي: Balanites roxburghii)
- هجليج ثلاثي الزهر (الاسم العلمي: Balanites triflora)
- هجليج ويلسوني (الاسم العلمي: Balanites wilsoniana)
- هجليج سدري (الاسم العلمي: Balanites zizyphoides)